# Шарлотт Аткінсон (плавчиня)
Шарлотт Аткінсон (англ. Charlotte Atkinson, 29 листопада 1996) — британська плавчиня.
Чемпіонка Європи з водних видів спорту 2018 року.